# Bank für Kirche und Caritas eG (BKC)
Die Bank für Kirche und Caritas eG war eine katholische kirchliche Genossenschaftsbank mit Sitz in der nordrhein-westfälischen Kreisstadt Paderborn. Die Pax-Bank für Kirche und Caritas entstand zum 1. Januar 2025 aus der Fusion der Pax-Bank und der Bank für Kirche und Caritas.

## Geschichte
Die Bank für Kirche und Caritas eG wurde 1972 als Darlehnskasse im Erzbistum Paderborn eGmbH gegründet. Da dies die letzte Gründung einer katholischen Kirchenbank in Deutschland war, ist die Bank die jüngste genossenschaftliche Kirchenbank in Deutschland.
Die Bank für Kirche und Caritas wurde im Frühjahr 1972 gegründet, die Initiative hierzu ging vor allem von Erzbischof Lorenz Kardinal Jaeger aus. Die Idee war ein „Gemeinschaftswerk von und für Kirchengemeinden, kirchlich-caritative Einrichtungen und deren Mitarbeiter“, wie es in anderen Bistümern bereits bestand. Erste Gespräche wurden bereits 1971 geführt, die Banklizenz wurde am 16. März 1972 durch das Bundesaufsichtsamt für das Kreditwesen erteilt. Unter dem ersten hauptamtlichen Vorstand, Berthold Naarmann, nahm die Bank am 2. Mai 1972 den Geschäftsbetrieb auf.
Bereits im ersten Jahr ihres Bestehens konnten 800 Kunden gewonnen werden. Dabei wurden die potentiellen Kunden individuell angeschrieben und über die neue Bank informiert. Ab 1974 änderte sich auch die Verteilung der Geldmittel an die Gemeinden. Nunmehr wurden die Gelder nicht mehr nach Bedarf verteilt, sondern jede Gemeinde und kirchliche Einrichtung erhielt nach einem bestimmten Schlüssel eine Zuweisung, die nach einem Punktesystem bemessen wurde.
Im Jahr 1977 erwarb die Bank das Gebäude der Westdeutschen Genossenschafts-Zentralbank; im darauf folgenden Jahr fand ein dringend notwendiger Umbau des in den 1950er Jahren errichteten Gebäudes statt. Eine weitere größere Umbaumaßnahme erfolgt Anfang der 1990er Jahre. Zu dieser Zeit war das Bankgeschäft so weit angewachsen, dass nun sämtliche Stockwerke des Hauses für die Darlehnskasse genutzt werden mussten. Eine zusätzliche Erweiterung steht kurz bevor. 2005 wurde das Nachbargebäude Kamp 19 erworben, das eine Vergrößerung des Bankgebäudes inklusive Parkmöglichkeiten für die Kunden ermöglichen wird. Die Bauarbeiten begannen im Sommer 2008 und wurden im Juni 2011 fertiggestellt.
Im Jubiläumsjahr 1997 übernahm die damalige Darlehenskasse im Erzbistum Paderborn eG ihren „Beinamen“ Bank für Kirche und Caritas als offizielle Bezeichnung und firmiert seitdem als Bank für Kirche und Caritas eG.
Die Tätigkeit der Bank war von Beginn an nicht nur auf die traditionellen Bankdienstleistungen beschränkt. So wurden bereits in den ersten Jahren Kontakte nach Polen, insbesondere in das Bistum Köslin, aufgenommen. Die Bank unterstützte ferner die Einrichtung eines Katastrophenfonds durch den Kirchensteuerrat. 2005 tagte erstmals ein von der Bank für Kirche und Caritas einberufener Nachhaltigkeitsbeirat, der die Bank bei der weiteren Profilierung ihres Nachhaltigkeitsverständnisses unterstützen wird. Besonderes Augenmerk liegt auf dem Erhalt historischer Kulturgüter. Auch die Förderung zeitgenössischer kirchlicher Kunst genießt einen hohen Stellenwert.
Im Februar 2024 kündigten die Bank für Kirche und Caritas eG und die Pax-Bank eG an, Verhandlungen für eine Fusion aufzunehmen, mit dem Ziel, Mitte 2025 als Pax-Bank für Kirche und Caritas zusammenzugehen. Mit der technischen Fusion haben die Bank für Kirche und Caritas eG und die Pax-Bank eG Mitte Juni 2025 ihre Verschmelzung zur Pax-Bank für Kirche und Caritas eG abgeschlossen. Die Eintragung ins Genossenschaftsregister erfolgte Anfang Juni.

## Rechtsverhältnisse
Die Bank für Kirche und Caritas eG ist im Genossenschaftsregister beim Amtsgericht Paderborn unter GnR 237 eingetragen.

## Organisationsstruktur
Rechtsgrundlagen sind das Genossenschaftsgesetz und die durch die Generalversammlung beschlossene Satzung. Organe der Bank sind der Vorstand, der Aufsichtsrat und die Generalversammlung.

## Sicherungseinrichtung
Die Bank für Kirche und Caritas eG ist der amtlich anerkannten Sicherungseinrichtung des Bundesverbandes der Deutschen Volksbanken und Raiffeisenbanken GmbH und der zusätzlichen freiwilligen Sicherungseinrichtung des Bundesverbandes der Deutschen Volksbanken und Raiffeisenbanken e. V. angeschlossen.

## Geschäftsausrichtung
Die Bank für Kirche und Caritas eG ist zum einen die Hausbank kirchlicher institutioneller Kunden, zum anderen betreibt sie Privatkundengeschäft als Universalbankgeschäft. Im Verbundgeschäft arbeitet sie mit der DZ Bank, R+V Versicherung, Bausparkasse Schwäbisch Hall, Teambank, VR Smart Finanz, DZ Hyp und der Union Investment zusammen.
Ihr satzungsgemäßer Auftrag ist die Versorgung aller Einrichtungen der katholischen Kirche mit finanzwirtschaftlichen Dienstleistungen aller Art. Im Mittelpunkt steht hierbei die Verwaltung kirchlichen Vermögens, die Kreditvergabe zur Finanzierung karitativer Einrichtungen sowie die Abwicklung des nationalen und internationalen Zahlungsverkehrs für ihre Kunden.

## Nachhaltigkeit
Am 27. August 2013 erhielt die Bank für Kirche und Caritas das Ecoreporter-Siegel „Nachhaltige Bank“. Die Dortmunder Nachhaltigkeitsagentur übergab ihre Auszeichnung im Rahmen einer Pressekonferenz in Frankfurt dem Vorstandsvorsitzenden Richard Böger.

## Geschäftsgebiet
Die Bank für Kirche und Caritas eG unterhält nur die Geschäftsstelle in Paderborn und hat zur Verringerung der Kosten seit der Gründung auf die Einrichtung weiterer Zweigstellen verzichtet. Zunächst konzentrierte sich ihre Tätigkeit auf den Bereich des Erzbistums Paderborn. Seit 2000 betreut die Bank auch zunehmend katholische Kunden in ganz Deutschland, überwiegend in den Bistümern Magdeburg, Fulda und Limburg.